# Benjamin Hasselhorn
Benjamin Hasselhorn (* 9. Mai 1986 in Göttingen) ist ein deutscher evangelischer Theologe und Historiker. Er forscht und publiziert zu Geschichtsmythen, zur Wirkungsgeschichte des Reformators Martin Luther, zu Kaiser Wilhelm II., dem Ende der Monarchie in Deutschland und der Rolle der Hohenzollern nach 1918 sowie zur Wissenschaftskommunikation.

## Leben und Wirken
Benjamin Hasselhorn ist der Sohn des Psychologen Marcus Hasselhorn, der Opernsänger Samuel Hasselhorn ist sein jüngerer Bruder. Er besuchte das Gymnasium Corvinianum in Northeim, wo Karlheinz Weißmann sein Geschichtslehrer war, und legte dort im Jahre 2004 sein Abitur ab. Anschließend studierte er bis 2008 Evangelische Theologie, Geschichte und Pädagogik an den Universitäten Göttingen und Mainz. Danach war er bis 2011 Promotionsstipendiat der Studienstiftung des deutschen Volkes. Er wurde mit einer Dissertation in Systematischer Theologie über die Politische Theologie Wilhelms II. an der Humboldt-Universität zu Berlin bei Notger Slenczka promoviert.
Zwischen 2011 und 2014 arbeitete er als wissenschaftlicher Mitarbeiter der Historischen Kommission bei der Bayerischen Akademie der Wissenschaften in München und als Lehrbeauftragter für Neuere und Neueste Geschichte an der Universität Passau. 2014 wurde er bei Hans-Christof Kraus mit einer Arbeit über den deutsch-baltischen Historiker Johannes Haller zum Dr. phil. promoviert. Von 2014 bis 2019 arbeitete er als wissenschaftlicher Mitarbeiter der Stiftung Luthergedenkstätten in Sachsen-Anhalt und war Kurator der Nationalen Sonderausstellung 2017 „Luther! 95 Schätze – 95 Menschen“ im Augusteum des Wittenberger Lutherhauses. Seit April 2019 ist er Akademischer Rat auf Zeit am Lehrstuhl für Neueste Geschichte von Peter Hoeres an der Julius-Maximilians-Universität Würzburg. 2024 habilitierte er sich an der Universität Würzburg in Neuester Geschichte mit einer Arbeit über Churchill und andere Mythen. Ein Beitrag zur geschichtswissenschaftlichen Mythosforschung.
Sein Buch Das Ende des Luthertums? ist eine Streitschrift, in der er trotz aller Aktivitäten zum Reformationsjubiläum 2017 eine Krise des Lutherischen ausmacht. Diese macht er daran fest, dass die Prinzipien des Luthertums – Gottvertrauen, Hoffnung auf Gnade, Mut zum Bekenntnis und Gewissensernst – weitgehend aufgegeben worden seien und stattdessen entweder theologische Leerformeln, Banales oder eine „Flucht in die Politik“ vorherrsche. Dabei betonte Hasselhorn in einem 3sat-Interview am Ende des Lutherjahres, es sei ein Fehler gewesen, dass die evangelische Kirche das Reformationsjubiläum „vorbei an Martin Luther“ habe feiern wollen. Auf Luther statt auf Gesellschaftspolitik zu setzen, habe im Jubiläumsjahr dagegen funktioniert. Für den Rezensenten Ingo Schütz ist Hasselhorns Buch „für Fachtheologen und Interessierte gleichermaßen ein Gewinn.“ Der Theologe Ulrich H. J. Körtner schreibt von einem „klugen Buch“ und einem „Plädoyer gegen die Entsubstantialisierung evangelischen Glaubens“, das „einen wichtigen Diskussionsanstoß“ gebe.
Hasselhorn plädiert gemeinsam mit dem Historiker Mirko Gutjahr für die Faktizität von Martin Luthers Thesenanschlag am 31. Oktober 1517. Der Kirchenhistoriker Johannes Schilling urteilt in einer Rezension: „Dieses Büchlein hat Substanz, und sein Fazit, der Thesenanschlag habe am 31. Oktober 1517 tatsächlich stattgefunden, dürfte nun nicht mehr leicht zu bestreiten sein.“
In seinem Buch Königstod. 1918 und das Ende der Monarchie in Deutschland vertritt Hasselhorn die These, „dass das deutsche Kaiserreich keineswegs der Schurkenstaat gewesen ist, als den ihn so viele Historiker gesehen haben“, und wirbt für einen „unvoreingenommenen Blick auf die letzte deutsche Monarchie“. Hasselhorns unter Verweis auf die neueren Forschungen u. a. Christopher Clarks über Wilhelm II. formulierte These, Kaiser Wilhelms II. Stärke sei, „allem Säbelrasseln zum Trotz, das Friedenskaisertum“ gewesen, nennt der Historiker Eckart Conze „ostentativ revisionistisch“. Andere Rezensenten loben Hasselhorns Buch als „engagiert geschriebene wertkonservative Studie“ und als „sacht konservatives Plädoyer“ für ein Traditionsfundament der Demokratie.
Hasselhorn leitete von 2022 bis 2023 das von der Stiftung Innovation in der Hochschullehre geförderte Projekt „Wege aus dem Elfenbeinturm – Geschichtswissenschaft in den Sozialen Medien“. Darin werden Formate der Geschichtswissenschaftskommunikation auf Social Media erprobt und evaluiert. In einem resümierenden Aufsatz schlägt er Regeln für gute Wissenschaftskommunikation vor und plädiert u. a. dafür, wissenschaftliche Gegenmeinungen zu berücksichtigen und Grenzüberschreitungen der Wissenschaft insbesondere in die Politik transparent zu machen.
Hasselhorn plädiert für eine mythenanalytische geschichtswissenschaftliche Mythosforschung. Ihm zufolge dürfen Mythen nicht leichtfertig als „Lügen oder Irrtümer“ abgetan werden, sie sollten vielmehr als „sinnstiftende Geschichten“ verstanden werden, die in ihren Entstehungs- und Wirkmechanismen zu untersuchen seien.
Von 2013 bis 2019 war Benjamin Hasselhorn Mitglied der AfD, aus der er nach eigenen Aussagen wegen deren Radikalisierung austrat. 2020 trat er in die CSU ein.

## Hohenzollerndebatte und Kontroverse um Publikationen in rechten Medien
Mit Blick auf die Entschädigungsforderungen der Hohenzollern veranstaltete der Kulturausschuss des Bundestages im Januar 2020 eine Anhörung von Historikern und Juristen, in der es hauptsächlich um die Frage ging, ob der 1945 enteignete ehemalige Kronprinz Wilhelm dem nationalsozialistischen System „erheblich Vorschub“ geleistet habe. Hasselhorn nahm auf Einladung der CDU teil. Er erklärte, die Bedeutung Wilhelms für den Aufstieg des Nationalsozialismus lasse sich historisch nicht eindeutig beantworten, gute Argumente hätten beide Seiten. Nach seiner Ansicht seien die historischen Quellen bislang nicht ausreichend erschlossen und erforscht, um diese Frage abschließend zu beurteilen. Hasselhorn vertritt die These, dass Kaiser Wilhelm II. und der Kronprinz durch ihr Verhalten im November 1918 das symbolische Kapital der Hohenzollern drastisch reduzierten. Zwar habe es in der Weimarer Republik und bis in die frühe Bundesrepublik noch Reste eines „Hohenzollern-Charismas“ gegeben, aber der Kronprinz habe dieses nicht oder kaum nutzen können. Denn gerade in konservativen Kreisen sei der Kronprinz extrem unbeliebt gewesen.
Der Doktorand Niklas Weber warf Hasselhorn 2020 in mehreren Artikeln vor, er gehöre einem neurechten Netzwerk in den Geisteswissenschaften an. Er verweist auf die politischen Positionen von Hasselhorns Förderern Hans-Christof Kraus und Peter Hoeres und auf Artikel, die Hasselhorn in der Vergangenheit verfasst habe. Laut den Recherchen Niklas Webers hat Hasselhorn im Jahr 2014 wiederholt unter dem Pseudonym „Martin Grundweg“ in der neurechten Zeitschrift Sezession publiziert. Hasselhorn habe auch unter Pseudonym einen Text für eine Festschrift für Karlheinz Weißmann verfasst. Er habe Weißmann auch in seinen Dissertationen gedankt und habe dessen Texte auf einer von ihm betriebenen Website veröffentlicht. Der Historiker Uwe Walter warf Weber daraufhin einen „infamen Versuch einer Rufzertrümmerung von linksaußen“ vor.
Hasselhorn räumte 2025 auf Anfrage des Bayerischen Rundfunks und der Main-Post ein, dass er zwar unter einem Pseudonym Artikel in der Zeitschrift Sezession im Jahr 2014 verfasst habe. Darin habe er jedoch für einen „dezidiert demokratischen deutschen Tory-Konservatismus“ geworben und sich auf Friedrich Meinecke berufen. In der Sezession habe er seitdem nicht mehr publiziert und den Kontakt abgebrochen, da er die Entwicklung der Zeitschrift ablehne. Eine politische Heimat habe er bei der CSU gefunden. Hasselhorn kritisierte, dass Weber „im Stile einer Verschwörungstheorie und mit Hilfe von Kontaktschuld-Argumenten“ argumentiere. Auf Anfrage des Magazins Spiegel räumte Hasselhorn dann im Mai 2025 ein, bis 2019 unter diversen Namen mehr als 60 Artikel in rechten Zeitschriften wie der Sezession veröffentlicht zu haben. Die Pseudonyme seien aber nicht nur von ihm verwendet worden, und teilweise seien seine Texte „verschärfend“ redigiert worden.

## Auszeichnungen
- 2019: Jürgen-Moll-Preis für verständliche Wissenschaft[36]

## Veröffentlichungen (Auszug)
Monographien
- Politische Theologie Wilhelms II. Duncker & Humblot, Berlin 2012, ISBN 978-3-428-13865-4 (zugl. theol. Dissertation, Humboldt-Universität, Berlin 2011/2012).
- Johannes Haller. Eine politische Gelehrtenbiographie. Mit einer Edition des unveröffentlichten Teils der Lebenserinnerungen Johannes Hallers (= Schriftenreihe der Historischen Kommission bei der Bayerischen Akademie der Wissenschaften. Band 93). Vandenhoeck & Ruprecht, Göttingen 2015, ISBN 978-3-525-36084-2 (zugl. phil. Dissertation, Universität Passau 2014) (als Vorschau online bei Google Books).
- Das Ende des Luthertums? Evangelische Verlagsanstalt, Leipzig 2017, ISBN 978-3-374-04883-0.
- mit Mirko Gutjahr: Tatsache! Die Wahrheit über Luthers Thesenanschlag, Evangelische Verlagsanstalt, Leipzig 2018, ISBN 978-3-374-05638-5.
- Königstod. 1918 und das Ende der Monarchie in Deutschland, Evangelische Verlagsanstalt, Leipzig 2018, ISBN 978-3-374-05730-6.
- Geschichtsmythen. Die Macht historischer Erzählungen, Europa-Verlag, Berlin/München 2025, ISBN 978-3-95890-645-7.

Herausgeberschaften
- Luther vermitteln: Reformationsgeschichte zwischen Historisierung und Aktualisierung, Evangelische Verlagsanstalt, Leipzig 2016, ISBN 978-3-374-04432-0.
- mit Christian Kleinert: Johannes Haller (1865–1947). Briefe eines Historikers (= Deutsche Geschichtsquellen des 19. und 20. Jahrhunderts. Band 71). Oldenbourg, München 2014, ISBN 3-11-036968-0.
- mit Mirko Gutjahr, Catherine Nichols und Katja Schneider: Luther! 95 Schätze – 95 Menschen. Hirmer Verlag, München 2017, ISBN 978-3777428031.
- mit Marc von Knorring: Vom Olymp zum Boulevard. Die europäischen Monarchien von 1815 bis heute – Verlierer der Geschichte? (= Prinz-Albert-Forschungen / Prince Albert Research Publications. Neue Folge, Band 1), Duncker & Humblot, Berlin 2018, ISBN 978-3-428-15358-9.
- mit Christian Onnen, Katja I. C. Ruete und Jan Schlatter: Wege aus dem Elfenbeinturm – Geschichtswissenschaft in den Sozialen Medien, wbg Academics, Freiburg i. Br. 2024, ISBN 978-3-534-64043-0